# Liste von Bahnstrecken im Rheintal
Im Rheintal führen oder führten folgende Eisenbahnstrecken und Überlandstraßenbahnen parallel zum Fluss (rheinabwärts betrachtet):
| Schweiz: - Bahnstrecke (Brig–) Andermatt–Disentis (teilweise) - Bahnstrecke Reichenau-Tamins–Disentis/Mustér - Bahnstrecke Landquart–Thusis - Bahnstrecke Chur–Rorschach - Rheintalische Strassenbahnen - Dienstbahn der Internationalen Rheinregulierung | Liechtenstein, Österreich: - Bahnstrecke Feldkirch–Buchs - Bahnstrecke Lindau–Bludenz (teilweise) - Dienstbahn der Internationalen Rheinregulierung - Bahnstrecke St. Margrethen–Lauterach                            | | |
| Hochrheintal | | | |
| linksrheinisch: - Seelinie (Bahnstrecke) - Bahnstrecke Koblenz–Stein-Säckingen | rechtsrheinisch: - Hochrheinbahn | | |
| Oberrheintal | | | |
| linksrheinisch: - Bahnstrecke Strasbourg–Basel - Bahnstrecke Wörth–Strasbourg - Bahnstrecke Steinbourg–Rastatt - Bahnstrecke Schifferstadt–Wörth - Bahnstrecke Mainz–Mannheim - Bahnstrecke Darmstadt–Worms - Rhein-Main-Bahn                             | rechtsrheinisch: - Bahnstrecke Mannheim–Basel - Ausbau- und Neubaustrecke Karlsruhe–Basel - Güterumgehungsbahn Freiburg - Güterumgehungsbahn Karlsruhe - Bahnstrecke Mannheim–Frankfurt am Main - Umgehungsbahn Mainz | rechtsrheinisch: - Bahnstrecke Mannheim–Basel - Ausbau- und Neubaustrecke Karlsruhe–Basel - Güterumgehungsbahn Freiburg - Güterumgehungsbahn Karlsruhe - Bahnstrecke Mannheim–Frankfurt am Main - Umgehungsbahn Mainz | rechtsrheinisch: - Bahnstrecke Mannheim–Basel - Ausbau- und Neubaustrecke Karlsruhe–Basel - Güterumgehungsbahn Freiburg - Güterumgehungsbahn Karlsruhe - Bahnstrecke Mannheim–Frankfurt am Main - Umgehungsbahn Mainz |
| Mittelrheintal | | | |
| linksrheinisch: - Linke Rheinstrecke | rechtsrheinisch: - Nassauische Rheinbahn - Rechte Rheinstrecke | | |